# Kriegerdenkmal Preußlitz

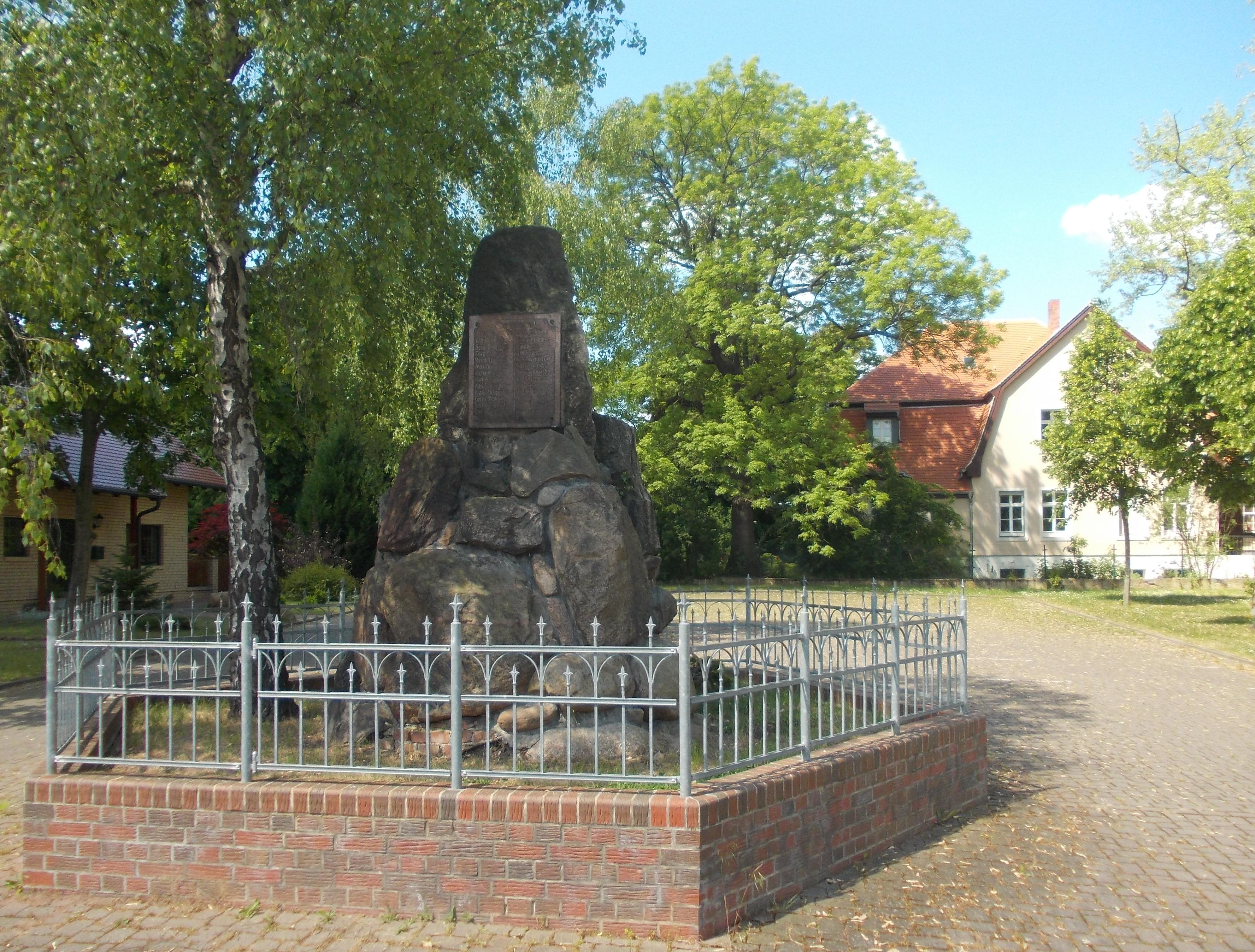
Kriegerdenkmal auf dem Vorplatz des Gutshauses

Das Kriegerdenkmal Preußlitz ist ein denkmalgeschütztes Kriegerdenkmal in der Ortschaft Preußlitz der Stadt Bernburg in Sachsen-Anhalt. Im örtlichen Denkmalverzeichnis ist das Kriegerdenkmal unter der Erfassungsnummer 094 97985 als Kleindenkmal verzeichnet.
Das Kriegerdenkmal Preußlitz befindet sich auf dem Vorplatz des Gutshauses und südöstlich der Kirche des Ortes. Bei dem Kriegerdenkmal handelt es sich um eine Gedenkstätte der Gefallenen des Ersten Weltkriegs. Die Gedenkstätte ist eine Stele, die aus Feldsteinen besteht und an der eine Gedenktafel mit einer Inschrift und den Namen der Gefallenen angebracht ist. Die Inschrift der Gedenktafel lautet: Fürs Vaterland starben den Heldentod 1914–1918.

## Quelle
- Gefallenendenkmal Preußlitz Online, abgerufen am 1. August 2017.